# Despedida de soltero (telenovela)
Despedida de soltero es una telenovela brasileña transmitida por TV Globo entre el 1 de junio de 1992 y el 30 de enero de 1993, con un total de 206 capítulos, reemplazando a Felicidad y siendo sucedida por Mujeres de arena.
Fue escrita por Walther Negrão con la colaboración de Rose Calza, Ângela Carneiro y Margareth Boury, habiendo sido dirigida por Reynaldo Boury, Cláudio Cavalcanti y Carlos Manga Junior.
Esta protagonizada por Lúcia Veríssimo, Paulo Gorgulho, Felipe Camargo, Tássia Camargo, João Vitti, Helena Ranaldi, Eduardo Galvão, Lucinha Lins, con la actuación antagónica de Marcos Paulo y Rita Guedes y la actuación estelar del primer actor Elias Gleizer y Jayme Periard.
La historia se centra sobre cuatro amigos que son condenados injustamente por el asesinato de una joven bailarina en una despedida de soltero.
Fue reexibida por Vale a Pena Ver de Novo del 4 de marzo al 9 de agosto de 1996, reemplazando a Renascer y fue reemplazado por Meu Bem, Meu Mal, con un total de 115 capítulos.
En 2014, Canal Viva hizo una encuesta al público elegir la próxima novela reprise para reemplazar História de Amor y Despedida de soltero estuvo en segundo lugar con 33%, y el ganador fue Tropicaliente de 1994.
Reaparece en su totalidad por Canal Viva del 29 de junio de 2015, reemplazando a Tropicaliente a las 15.30 horas con una repetición a la 1:00 horas.

## Argumento
Peter Paschoal y Xampú pasan la noche de fiesta para celebrar el matrimonio de Juan Marcos. El partido termina en una cascada, y el joven Salette es asesinado. Juan Marcos se ha quedado atascado en sus ceremonias de boda con Lenita, e irá a la cárcel con sus tres amigos. Condenados a 21 años de prisión por un crimen que no cometieron. El episodio duele Flavia, la hermana de Xampú y enamorada de Peter y hace Marta deja un hijo Leo para llevar el negocio dejado por su hermano Paschoal. A su vez, está rodeado por el mal carácter Lenita Sergio Santarém y se casa con él.
Después de siete años de prisión, los cuatro jóvenes regresan a la ciudad natal, Remanso, en libertad condicional. Pero Xampú espalda enferma y pide en su lecho de muerte que antes de salir se quiere casar con Bianca. La muerte de Xampú y un golpe a doña Emilia, su madre, que le pasa a acumular aún más odio contra Pedro, impidiendo su relación con su hija Flavia. Los tres amigos que se quedan todavía tienen que luchar Sergio Santarém, que se esfuerza por enviar de vuelta a la cárcel, sobre todo porque Lenita su esposa nunca se olvidó de su exnovio, Juan Marcos.
En medio de esta batalla, el trío ganó un nuevo aliado, Mike, un americano lleno de misterios llega a la ciudad, específicamente en el taller de Cirene, donde se puede trabajar y vivir. El joven extranjero es disputado por las dos hijas de Cirene, Bianca y Nina,  del brazo derecho de su padre en el taller y que gana el corazón del  joven estadounidense.

## Producción
Tras el final de la telenovela Felicidad, introduzca el aire sobre la nueva versión de Mujeres de arena de Ivani Ribeiro, pero Glória Pires, subiendo a vivir los protagonistas Ruth y Raquel, embarazada de su segunda hija, Antônia Morais, y la producción de Mujeres de arena era pospuesto. Entonces Walther Negrão fue convocado apresuradamente para escribir la trama de reemplazo de Felicidad, Despedida de Soltero. Pero el primer título pensamiento había sido Adiós Muchachos.
La apertura, inspirado en el videojuego Pitfall! y Prince de Persia, mostró una animación que simula un pequeño juego pixelado, en la que el héroe tuvo que salvar a la chica atrapada por el villano. El tema de apertura fue un remix de "Sugar, Sugar", clásico del pop de los años 60, originalmente grabada por la banda The Archies.
La novela utiliza la pintoresca ciudad originalmente creado para Mujeres de arena. Producción pintado pintoresca ciudad y modernizado los trajes de los personajes para resolver el problema de la historia de la división en dos períodos, antes y después de su salida de prisión protagonistas. Para dar subsidios a la autora de la novela, la producción de arte Ana Blota hizo una encuesta de las ciudades que son compatibles con la venta de soja, si el ficticio Remanso.
Los trajes de los personajes y sus actores se ha modernizado para el ambiente de la segunda fase de la trama. Ana Rosa dijo que el corte de pelo que llevaba en ese momento, una especie de chanel con la franja, fue confundido con una peluca hasta que al propio director general de la novela, Reynaldo Boury. Para cambiar un poco el look, la actriz sugirió el equipo de caracterización usando trenzas y cola de caballo que la presentadora Xuxa utiliza en su programa, Xou da Xuxa. Peinados encajan en el mal gusto de su perfil de personaje, Soraya, una familia de madre, ganas de salir adelante, no tenía ningún sentido del ridículo.
Para champú, personaje John Vitti, quien, en la trama, estaba infectado con el virus del sida en la cárcel, Walther Negrão pasaba largas horas en una casa de detención hacer la investigación, Negrao quedó impresionado con el más alto índice de reclusos contaminados (según él, 16% ese año). El autor comentó: "Fue una experiencia notable que encontré la novela podría servir como una alerta sobre la difícil situación del SIDA puede reclusos TV y debería hacer esto .."merchandising Social "Pero en ese momento, Globo criticó mi idea. con el argumento de que el tema sería "vuduzão" para una novela de 18 horas. Y en vez de ser violada en la cárcel, por lo que contraer el virus del SIDA, como lo había planeado, el champú, finalmente murió de hepatitis B después una pelea a cuchillo con otro recluso contaminada. me dio pena. Hasta plásticamente es personaje muy complicado muestran un empobrecido por el SIDA."
Cirene Farfán, quien era el personaje Mauro Mendonça, había sido el nombre de otro personaje Walther Negrão, en la novela Derecho de Amar (1987), en la que se vivía por el actor Carlos Gregório. Pero el carácter de una novela no tiene nada que ver con el carácter de la otra.
Despedida de Soltero no se debe confundir con la novela Despedida de Casado, en 1977, a pesar de capítulos escritos y llamadas en el aire por la Rede Globo, fue censurado y se evita su debut.
Despedida de Soltero marcó los debuts en la Rede Globo de las actrices Helena Ranaldi y Rita Guedes. También fue la primera novela de los niños actores Patrick de Oliveira, entonces de 11 años, y Fernanda Nobre, con 9 en el momento. Todavía sería la primera novela Letícia Spiller, una de las antiguas paquitas por Xou da Xuxa.

## Repercusión
La trama se destacó por los actores Ana Rosa y Elias Gleizer, la actriz que interpretó a la Soraia deslumbrado y de mal gusto en su sueño de casarse con la hija Bianca (Rita Guedes) con un hombre rico, mientras que el actor volvió a jugar otro anciano bonachón, Víctor, en su relación con el niño Leo (Patrick de Oliveira).
El villano Sergio Santarém fue tan odiado por el público de la novela que Marcos Paulo, su intérprete, fue llamado nombres en las calles. El actor dice que una señora vino a tomar el zapato de pegarle.
Despedida de soltero fue un gran éxito en Portugal. También se vendió, entre otros países, a Bolivia, Chile, Ecuador, Guatemala, Nicaragua, Paraguay, Perú, República Dominicana, Uruguay y Venezuela.

## Elenco

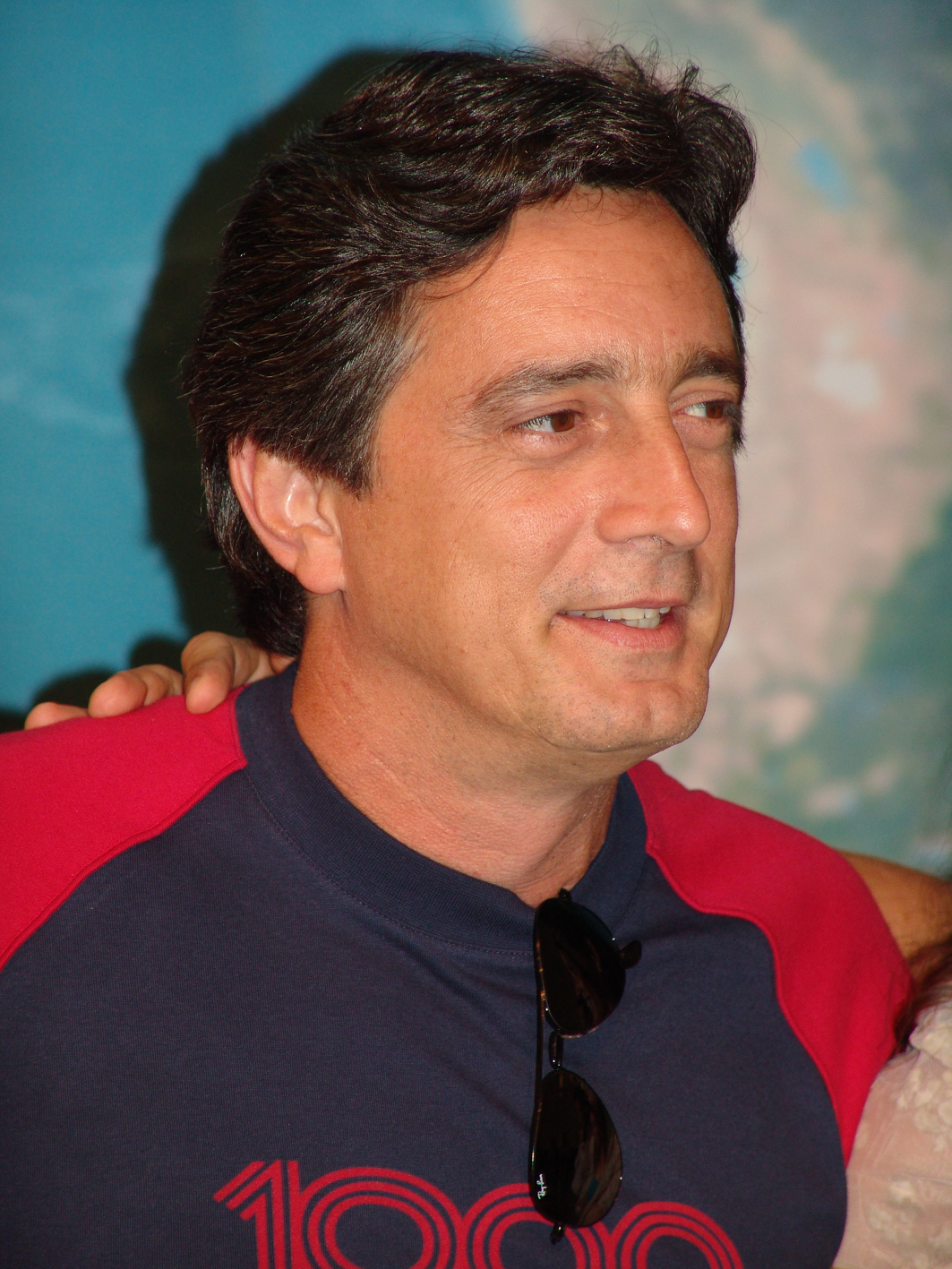
Eduardo Galvão hizo el juguetón Paschoal Papagaio.

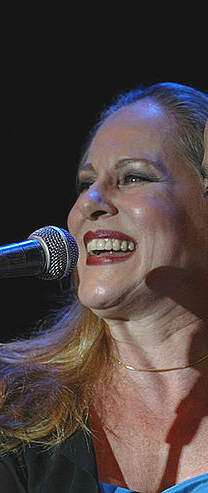
Lucinha Lins jugó Marta.

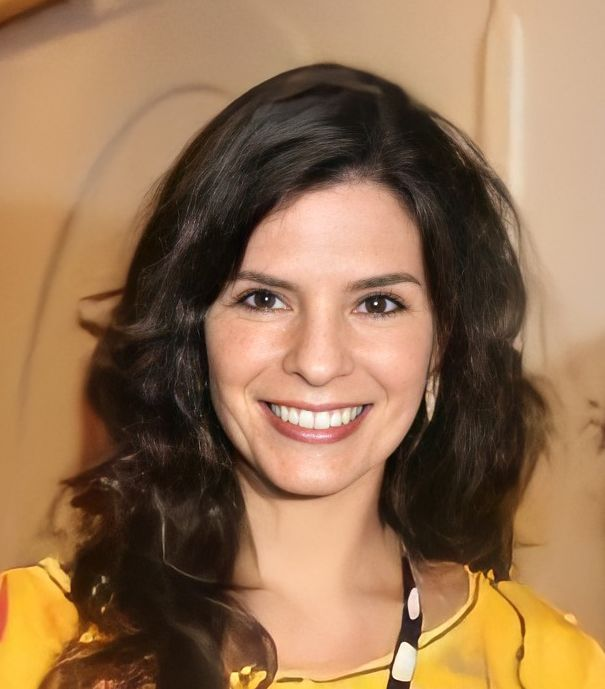
Helena Ranaldi jugó Nina.

| Actor/Actriz        | Personaje                           |
| ------------------- | ----------------------------------- |
| Felipe Camargo      | João Marcos Batista Barbosa         |
| Tássia Camargo      | Lenita (Madalena Chaddad Santarém)  |
| Paulo Gorgulho      | Pedro Da Vinci                      |
| Lúcia Veríssimo     | Flávia Souza Bastos                 |
| Jayme Periard       | Mike (Michael O'Brien)              |
| Elias Gleizer       | Vitório Da Vinci                    |
| Eduardo Galvão      | Paschoal Papagaio (Paschoal Cavini) |
| Lucinha Lins        | Marta Cavini                        |
| Maria Estela        | Inês Chaddad                        |
| Ana Rosa            | Soraya                              |
| Cristina Mullins    | Maria do Socorro Batista Barbosa    |
| Bárbara Fazzio      | Regina Santarém                     |
| Othon Bastos        | Jorge Jordão                        |
| Jacyra Sampaio      | Elza                                |
| André Valli         | Gil                                 |
| Léa Camargo         | Dona Dala (Idalina Batista Barbosa) |
| Cinira Camargo      | Glória                              |
| Patrícia Perrone    | Paula Chaddad                       |
| Frederico Mayrink   | Dudu (Eduardo Chaddad)              |
| Danton Mello        | Rafa                                |
| Maria Duda          | Penha                               |
| Guga Coelho         | Franco                              |
| Castro Gonzaga      | Juiz                                |
| Patrick de Oliveira | "Léo" (Leonardo Da Vinci II)        |
| Fernanda Nobre      | Abigail "Bibi" Chaddad Santarém     |
| Helena Ranaldi      | Nina                                |
| Rita Guedes         | Bianca Souza Bastos                 |
| João Vitti          | Xampú (Matheus Souza Bastos)        |
| Sérgio Viotti       | Dr. Gabriel Chaddad                 |
| Mauro Mendonça      | Sirineo, el Farfan                  |
| Lolita Rodrigues    | Emília Souza Bastos                 |
| Yoná Magalhães      | Lola                                |
| Marcos Paulo        | Sérgio Santarém                     |

## Participaciones especiales
- Gabriela Alves - Salete
- Geórgia Gomide - adivino
- Mário Lago - Padre
- Paulo Goulart - Delegado
- Barbara Dewet - Lenita (hija)
- Lafayette Galvão - Padre
- Chico Tenreiro
- Ênio Santos
- Felipe Carone
- Germano Filho
- Cleyde Blota
- Alexandre Lippiani - Roger
- Lina Fróes
- Newton Martins - Jorge
- Naura Schneider - Beth
- Mário Cardoso
- David Cardoso - Corumbá
- Pierre Bittencourt - Sérgio Santarém (hija)
- Buza Ferraz - Yan
- José Augusto Branco - Dr. Cintra
- Letícia Spiller - Debbie
- Leila Lopes - Carol
- Alice de Carli - Janete
- Jussara Calmon - Dorinha
- Egon Júnior - Guto
- Lu Frota - Fafá
- Karina Mello - Simone
- Vicente Barcellos - Damasceno